# Royal Charleroi Sporting Club
Ne pas confondre avec ROC Charleroi-Marchienne, un autre club de football de Charleroi (anciennement Olympic Charleroi), ni avec le Football Club Charleroi, club porteur du matricule 94, anciennement RCS Couillet, ni avec le Royal Charleroi Fleurus, porteur du matricule 5192, anciennement RJS Heppignies-Lambusart-Fleurus.
Maillots
Actualités
Dernière mise à jour : 29 janvier 2023.
Le Royal Charleroi Sporting Club, couramment appelé Sporting de Charleroi, est un club de football belge fondé en 1904 et basé à Charleroi.
Le club, fondé sous le nom de Charleroi Sporting Club, est affilié le 24 novembre 1907. Le surnom des joueurs de cette équipe est les Zèbres, en référence à la couleur de leur maillot. Le club possède le matricule no 22. Il est présidé par Fabien Debecq, dirigé au quotidien par Mehdi Bayat et entraîné par Rik De Mil.
Le club évolue lors de la saison 2024-2025 en Jupiler Pro League, premier niveau du football belge. C'est sa 97e saison en séries nationales et sa 60e parmi l'élite.

## Histoire

### Genèse du club
Le club est fondé en 1904 sous le nom de Charleroi Sporting Club par Firmin Bridoux, Louis Bernus et Marcel Degueldre. De 1905 à 1907, le Sporting ne dispute que des rencontres amicales. Inscrit dès 1904, le club ne reçoit son inscription officielle que le 24 novembre 1907. Il prend alors part à son premier championnat officiel en division 3 régionale Hainaut-Namur.
Le premier match officiel se joue le 17 février 1908, où le Sporting prend la mesure de l'UR Namur sur le score de 5-0. À l'issue de cette saison, le Sporting, champion Hainaut-Namur, peut monter en promotion, mais faute de moyens financiers, il doit renoncer à cette montée.
En 1910-1911, par manque d'adversaires dans la région, le Sporting est autorisé par l'Union belge à disputer le championnat de division 2 régionale Brabant qu'il termine à la huitième place sur onze. Le Sporting réintègre la division 2 régionale Hainaut lors de la saison 1911-1912.
Les deux saisons suivantes, le club est en léthargie et ne dispute aucun championnat tout en restant affilié à l'URBSFA. Pendant la première guerre mondiale, le Sporting reforme ses équipes et dispute les championnats régionaux de Charleroi qui sont toutefois des matchs non officiels.
Le championnat officiel reprend lors de la saison 1918-1919. Le club est champion du Hainaut des divisions 2 régionales, mais il échoue cependant au tour final national des divisions 2 régionales pour la montée en promotion. L'année suivante, le Sporting termine deuxième en division 2 régionale Hainaut et participe une nouvelle fois au tour final mais ce fut également sans succès. Le RCSC doit attendre la saison 1923-1924 pour accéder à l'échelon supérieur, à savoir la promotion, après avoir été sacré champion de sa série. Lors de la saison 1924-1925, le club de Charleroi joue pour la première fois en promotion, mais il ne peut éviter la relégation. Dès le championnat suivant, il remonte en promotion après avoir été sacré champion du Hainaut.
Après une stabilisation de deux saisons, les Zèbres (surnom des joueurs du Sporting depuis 1926) sont champions de Belgique de promotion et accèdent à la division 1, notre actuelle division 2. Les 6 et 7 juillet 1929, le club fête dans l'allégresse générale son 25e anniversaire et devient société royale. De 1929-1930 à 1931-1932, le Sporting dispute les championnats de division 1, mais il culbute à nouveau en promotion. De 1932-1933 à 1935-1936, le Sporting se maintient en promotion.
Ce dernier championnat est le théâtre d'une empoignade devenue fameuse entre le Royal Olympic Club de Charleroi-Marchienne et le Sporting. Les deux équipes terminent ex æquo à la première place, un match de barrage devant les départager. Devant la grande foule au Stade de la Neuville, le Royal Olympic Club de Charleroi-Marchienne bat le Sporting sur le score de 2-1 et monte en division 1. Le Sporting conquiert le titre de champion en promotion lors de la saison suivante et quitte définitivement les séries promotionnaires.

### Découverte de l'Europe et parcours en coupe
Au terme de la saison 1968-1969 du championnat de Belgique de football, le Sporting se classe à la deuxième place de cette compétition derrière le Standard de Liège. Cette performance reste encore aujourd'hui la meilleure des Zèbres en championnat de Belgique. Ce titre de vice-champion de Belgique entraine une 1re participation à une Coupe d'Europe (C3) au cours de laquelle le Sporting surclasse le NK Zagreb au premier tour (deux victoires 2-1 puis 3-1). Au deuxième tour, Charleroi est éliminé par le FC Rouen (victoire 3-1 puis défaite 2-0).
En 1978, après avoir éliminé Anderlecht en huitième, THOR Waterschei en quart et le Club de Bruges en demi-finale, le club atteint la finale de la Coupe de Belgique, mais perd le match 0-2 contre le KSK Beveren. Le club descend en division 2 en 1980.

### Direction de Jean-Pol Spaute (1982-1999)
En 1982, l'ancien joueur du club Jean-Pol Spaute accède à la présidence du Sporting alors classé dans le ventre mou de la division 2. Mais, trois années plus tard, en 1985, les Zèbres retrouvent la division 1 après avoir remporté le tour final de division 2. Le club est une nouvelle fois en finale de la Coupe de Belgique en 1993, après avoir écarté le Club de Bruges en huitième, le KSK Beveren en quart et Anderlecht en demi-finale. Charleroi perd la finale 0-2 contre le Standard de Liège.
À l'issue de la saison 1993-1994, Charleroi finit quatrième du championnat, son meilleur résultat depuis 1969. Le club prend part au premier tour de la coupe UEFA la saison suivante, mais est éliminé par le Rapid Bucarest (défaite 2-0 et victoire 2-1).

### Direction d'Abbas Bayat (2000-2012): descente en D2 puis remontée
Le 12 juillet 2000, une annonce officielle indique que le club est racheté par le groupe Chaudfontaine, dont le président se nomme Abbas Bayat. L'homme d'affaires irano-américain devient le nouveau propriétaire et président du club carolo.
En 2002, le club est renommé Royal Sporting Club du Pays de Charleroi.
En 2003, le président Bayat nomme ses neveux Mogi Bayat et Mehdi Bayat respectivement Manager général et directeur commercial.
Charleroi termine à la cinquième place du championnat en 2004-2005 et prend part au deuxième tour de la coupe Intertoto la saison suivante. Il est éliminé par Tampere United (défaite 0-1 et nul 0-0).
En 2010-2011, le club finit 16e et à la dernière place du championnat. Au terme des playoffs 3 joués contre le K.A.S. Eupen et durant lesquels ce dernier émerge, Charleroi est relégué en Proximus League après 26 ans de présence au sein de l'élite.
Cette relégation a pour conséquence de voir le départ de Mogi Bayat comme Manager Général et la promotion de Mehdi Bayat comme nouveau directeur général du club.
En 2012, le club est vainqueur du championnat de Belgique de football D2 2011-2012 et remonte en Jupiler Pro League.

### Direction de Fabien Debecq et Mehdi Bayat (depuis 2012)

#### Saison 2012-2013
Fin août 2012, le président controversé Abbas Bayat quitte le club et laisse sa place au nouveau président Fabien Debecq, fondateur de QNT (Quality Nutrition Technology), une société spécialisée dans la nutrition sportive. Mehdi Bayat, qui était le directeur commercial du club et depuis le départ de son frère Mogi directeur général, devient administrateur-délégué et dirige le club au quotidien. Le club carolo assurE son maintien assez facilement en D1 (11e du classement général en 2012-2013.

#### Saison 2013-2014: arrivée de Felice Mazzu
Le 2 mai 2013, Felice Mazzu est officiellement annoncé comme nouvel entraîneur du club pour la saison 2013-2014. Il entraine pour la première fois un club de division 1. Les Zèbres terminent à la 10edu championnat.

#### Saison 2014-2015
Charleroi effectue une très bonne saison 2014-2015, finissant à la sixième place de la phase classique au cours de laquelle il égale le record de la plus large victoire à domicile en battant le Lierse 6 buts à 0. Qualifié pour les playoffs 1 (PO1) pour la première fois de son histoire, le club y réalise un parcours honorable en remportant notamment trois victoires sur le futur champion La Gantoise (2-1), le Standard de Liège (1-0) et le KV Kortrijk (5-2). Il décroche ainsi la cinquième place, l'amenant au barrage pour le dernier ticket européen contre le vainqueur des playoffs 2 (PO2), le KV Mechelen. Battu à l'aller à Malines (2-1), Charleroi s'impose au match retour (2-0), accédant ainsi au deuxième tour des éliminatoires de la Ligue Europa 2015-2016.

#### Saison 2015-2016
En 2015-2016, Charleroi remporte le deuxième tour de la Ligue Europa contre le Beitar Jérusalem en s'imposant 5-1 à domicile et 1-4 en Israël. Lors du troisième tour le club rencontre les Ukrainiens du Zorya Louhansk mais cette fois les belges subissent la loi ukrainienne avec une défaite 0-2 à domicile et une autre 3-0 en Ukraine.
La saison 2015-2016 paraît en premier lieu moins bonne, Charleroi perdant entre autres des points lors de nombreux partages à domicile durant la phase classique du championnat. Le club ne parvient pas à accrocher une place dans les PO1 et dispute dès lors les PO2. Après un départ difficile, Charleroi sort vainqueur de son groupe composé de Lokeren, Saint-Trond et Malines. En finale des PO2, Charleroi affronte Courtrai en double confrontation qu'il remporte (1-0 à domicile et 1-2 à Courtrai). Les Carolos sont alors confrontés au 4e des PO1 à savoir le KRC Genk. Après une belle victoire 2-0 à domicile, les Zèbres pensent avoir accompli le plus dur. Mais à la suite de quelques absences et d'un carton rouge tôt dans la rencontre pour le portier du Sporting, Charleroi s'incline 5-1 en terre limbourgeoise et dit adieu à ses rêves européens pour la saison 2016-2017.

#### Saison 2016-2017

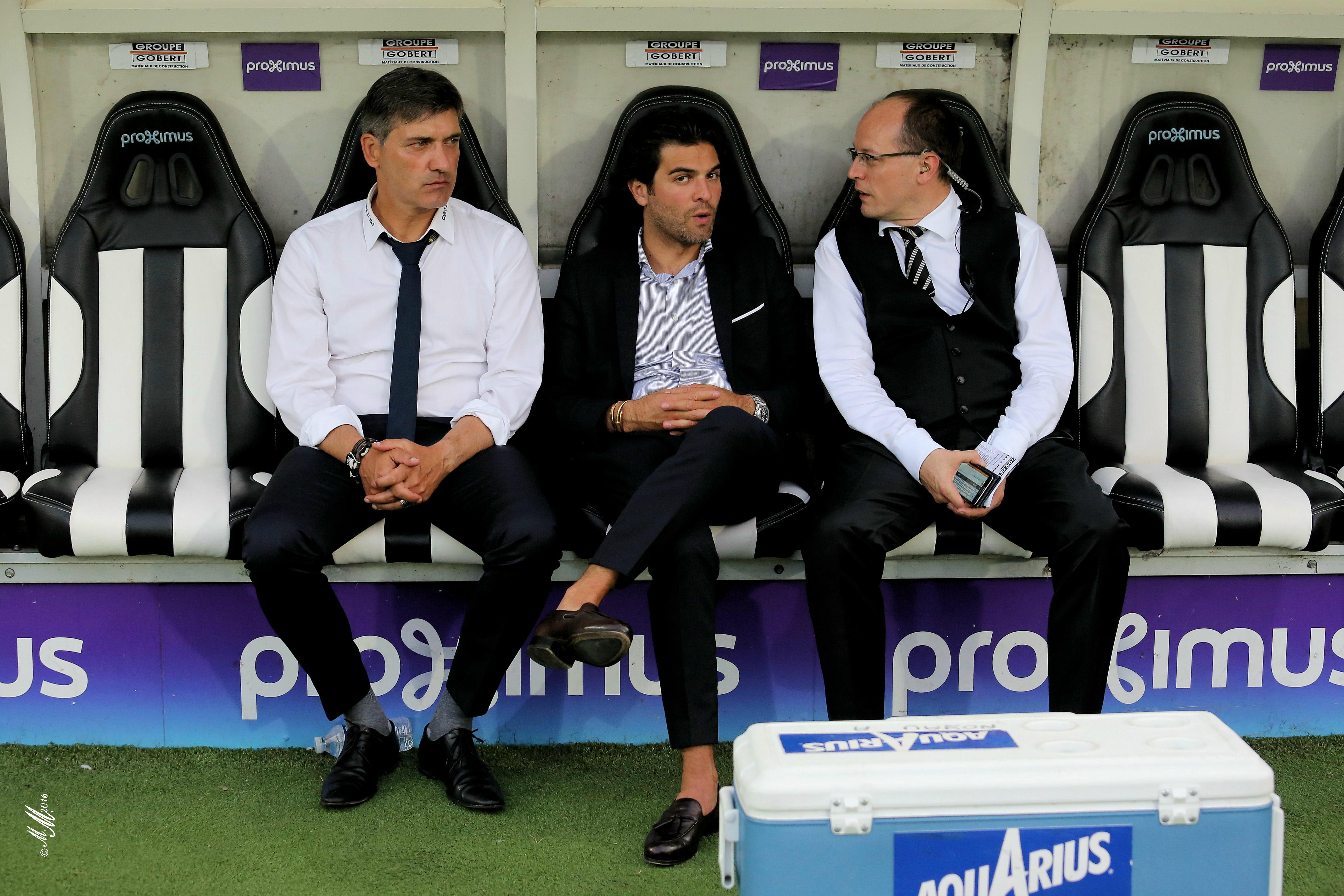
Felice Mazzù, entraineur du Sporting, et Mehdi Bayat, administrateur délégué du Sporting de Charleroi en 2017.

La saison 2016-2017 voit à nouveau le club terminer à la sixième place de la phase classique, accédant aux PO1, s'appuyant sur une bonne défense et de nombreuses victoires étriquées obtenues en toute fin de match, durant ce qui est nommé le « Felice Time » (ou « Mazzu Time ») par les supporters et la presse, du nom de l'entraîneur Felice Mazzu. sur le marché d'hiver, ils ont acheté Cristián Benavente, qui deviendra finalement une idole et une des meilleures recrues de la décennie du club. En Coupe de Belgique, Charleroi échoue en quart de finale contre le KRC Genk après avoir sorti le Royal Sporting Club Anderlecht au tour précédent.

#### Saison 2017-2018
La saison 2017-2018 est la meilleure du Sporting au niveau de la phase classique du championnat depuis l'arrivée du duo Debecq-Bayat à la tête du club. Celui-ci finit en effet 3e derrière  Anderlecht et le FC Bruges, se qualifiant pour la 3e fois de son histoire en PO1. Malheureusement, le club carolo échoue dans ce mini-championnat et finit à la 6e et dernière place de ces PO1, ne se qualifiant ainsi pour aucune compétition européenne.

#### Saison 2018-2019
En 2018-2019, le mercato est agité côté carolo avec le retour de l'ancien buteur Jérémy Perbet au Mambourg ainsi que l'arrivée des internationaux iraniens Omid Noorafkan et Ali Gholizadeh. Mehdi Bayat parvient aussi à faire venir l'expérimenté gardien français Rémy Riou et l'attaquant nigerian Victor Osimhen en prêt du VFL Wolfsburg. Mais le sporting perd son défenseur latéral Clinton Mata (1,5 million) , son buteur star Cristian Benavente et Kaveh Rezaei tous les deux cédés au Club Bruges KV. Les carolos commencent leur saison par deux défaites à domicile contre Royal Antwerp FC et RSC Anderlecht puis une défaite à la Luminus Arena contre le KRC Genk de Philippe Clément. Et malgré la victoire 4-1 contre KAS Eupen lors de la deuxième journée, les carolos ne comptent que 3 points sur 12 possibles.
Après une saison faite de hauts et de bas, les Zèbres terminent la compétition régulière à la neuvième place avec un total de 42 points, 12 victoires et 12 défaites. Versés en play-offs 2A, ils débutent ce mini championnat par deux défaites avant d'aligner les victoires (7 en 8 matches) pour terminer en tête du groupe avec un bilan de 22 points. En finale des play-offs 2, ils se rendent au KV Courtrai. Bien que mené au score après 6 minutes de jeu, le Sporting finit par remporter la victoire (1-2) grâce à deux buts de Victor Osimhen et se qualifie ainsi pour le match de barrage pour l'accession à la Ligue Europa 2019-2020 en affrontant l'Antwerp à Anvers. Battus 3-2 après avoir mené 0-2, les Zèbres ratent donc leur ticket européen malgré une belle fin de saison. Après 6 saisons passées comme entraineur, Felice Mazzu quitte le club pour le KRC Genk, fraîchement sacré champion de Belgique.

#### Saison 2019-2020: troisième du championnat
En 2019-2020 Karim Belhocine est désigné entraîneur du club en remplacement de Felice Mazzù parti à Genk. Frank Defays, qui a joué au Sporting entre 1999 et 2009 est le nouveau T2. Mario Notaro, T2 depuis 2002, devient conseiller sportif du club. Le Sporting atteint les quarts de finale de la coupe de Belgique où il est éliminé sur le score de 2-0 par Zulte Waregem. En championnat de Belgique, Charleroi pointe à la 9e place du classement après 10 rencontres avant de réaliser une série de 10 matches sans défaites qui amène les Zèbres en fin d'année 2019 à la deuxième place du classement avec 39 points pour 20 matches, soit 10 points derrière le Club de Bruges. Lors des 28e et 29e journées de la phase classique, Charleroi écrase littéralement ses adversaires en dominant de la tête et des épaules son rival wallon du Standard de Liège (2-0, meilleur résultat à domicile contre cet adversaire depuis 1990), puis en atomisant sur son terrain La Gantoise alors classée 2e sur le score sans appel de 1-4. Les Zèbres reviennent par cette occasion à un point de la 2e place qu'ils peuvent espérer décrocher lors de la 30e et ultime journée de phase classique qui doit les voir affronter Courtrai. Mais à la suite de la crise du coronavirus, le championnat belge est interrompu quelques jours avant ce match alors que le Sporting pointe à une excellente 3e place synonyme de participation au troisième tour de qualification de la Ligue Europa 2020-2021.

#### Saison 2020-2021
Le 8 avril 2020, le Sporting obtient sa licence professionnelle et européenne pour la saison 2020-2021. Peu de transferts à signaler lors de l'entame du championnat 2020-2021. On note principalement l'arrivée de Guillaume Gillet ainsi que le départ de Núrio pour La Gantoise. Le premier match du championnat voit la victoire des Zèbres 0-1 sur les terres du FC Bruges, champion en titre. Une belle série de six victoires lors des six premières journées du championnat propulse les Zèbres en tête de cette compétition. Fort de sa troisième place acquise lors du championnat précédent, le Sporting fait son retour sur la scène européenne après cinq années d'absence. Si les Zèbres réussissent à prendre la mesure des Serbes du Partizan Belgrade (2-1 après prolongations, buts de Dorian Dessoleil et Kaveh Rezaei), ils s'inclinent le 1er octobre lors des barrages de la ligue Europa battus 1-2 à domicile (but de Mamadou Fall) par le club polonais du Lech Poznań. Le Sporting est éliminé non sans avoir manqué la conversion d'un pénalty et touché le cadre à deux reprises. La fin du mercato fixée exceptionnellement au 5 octobre voit notamment le Sporting se séparer de Maxime Busi transféré à Parme et recruter l'attaquant polonais Łukasz Teodorczyk, en prêt de l'Udinese. Après un début de championnat idéal (18 points sur 18), le Sporting marque nettement le pas en octobre et novembre, concédant plusieurs défaites dont celle à domicile 1-2 contre le Standard avant de se reprendre au cours du mois de décembre pour terminer l'année 2020 à la troisième place derrière le FC Bruges et le KRC Genk. Mais, en 2021, les résultats pendant la seconde partie du championnat s'avèrent catastrophiques, les Zèbres ne remportant plus qu'une seule victoire en 15 rencontres. Ils terminent la phase régulière à une décevante treizième place les privant de facto de play-offs. En coupe de Belgique, le Sporting est éliminé en huitièmes de finale par La Gantoise (3-1). Le 20 avril, un communiqué du club annonce que le Sporting de Charleroi et Karim Belhocine ont mis un terme à leur collaboration de commun accord.

#### Saison 2021-2022
Le 16 mai 2021, le club annonce que Edward Still sera le nouvel entraîneur principal. Il y a signé un CDI. A la fin de la phase classique, le club termine 6e et se qualifie pour les « Europe Playoffs ». Lors de ces play-offs 2, les Carolos perdent une place et se classent finalement à la 7e place du classement final, ne se qualifiant donc pas pour une coupe européenne.

#### Saison 2022-2023
Le 22 octobre 2022, le Sporting Charleroi licencie son entraîneur Edward Still, au lendemain de la lourde défaite des Zèbres au Cercle de Bruges (4-1) dans le cadre de la 14e journée du championnat 2022-2023 alors que les Carolos avaient déjà subi huit défaites depuis le début de la compétition et se retrouvaient à la 13e place du championnat. Après un intérim de cinq semaines assuré par Frank Defays, Felice Mazzù opère après trois ans son retour comme entraineur, sortant d'un passage non concluant au RSC Anderlecht. Les Zèbres terminent la phase régulière du championnat à la 9e place, à 2 points de la dernière place qualificative pour les play-offs 2.

#### Saison 2023-2024
Lors de la première moitié de la phase régulière du championnat 2023-2024 désormais disputé par seize équipes, le Sporting se retrouve la moitié du temps parmi les quatre dernières équipes de la compétition en zone de Relegation Playoffs malgré quelques victoires acquises en toute fin de partie notamment contre le RWDM (2-1, 10e journée), l'Antwerp (3-2, 11e journée) et Westerlo (3-2, 15e journée). L'entraîneur Felice Mazzù est remercié à l'issue de la phase classique de championnat et remplacé par Rik De Mil. Lors des playdowns réunissant le RWDM, le KAS Eupen et le KV Courtrai, le Sporting Charleroi obtient son maintien en Jupiler Pro League.

#### Saison 2024-2025: qualification européenne
Plusieurs cadres de l'équipe quittent Charleroi : Hervé Koffi vers le Racing Club de Lens, Youssouph Badji et Marco Ilaimaharitra. 
Le Sporting entame bien le championnat 2024-2025 obtenant une troisième place et 9 points sur 15 après 5 rencontres. Cependant, le 5 octobre 2024, lors du déplacement à Dender, le gardien Mohamed Koné inscrit un but contre son camp à la 13ème minute. Charleroi n'a pas pu revenir dans le match et cela marque le début de la descente au classement pour Charleroi, jusqu'à être à la 13ème position à la 13ème journée. Le club termine la phase classique à la 10ème position et joue donc, les Europe Play-Offs (Play-Offs 2) contre le Standard (7e), Malines (8e), Westerlo (9e), OHLouvain (11e) et Dender (12e). Heureusement, Charleroi rime avec remontada. En effet, le club carolo gagne ces Europe Play-Offs suite au partage entre Malines et le Standard, le 10 mai 2025. 
Le 29 mai 2025, les Zèbres se déplacent à l'Antwerp, 5ème des Champions Play-Offs (Play-Offs 1) pour jouer le barrage permettant d'accéder au 2ème tour préliminaire de l'Europa Conference League. Les Carolos gagnent cette rencontre. A la 61ème minute, Cheick Keita marque un premier but de la tête (0-1), suivi par une égalisation anversoise à la 86ème minute (1-1). Mais, à la 95ème minute, Parfait Guiagon inscrit le but qui permet à l'équipe de jouer l'Europe (1-2) cinq années après sa dernière participation.

#### Saison 2025-2026
Cette nouvelle saison entraine de nombreux départs dans l'équipe du Sporting. En effet, des joueurs importants dans l'équipe-type quitte le club, dont Adem Zorgane vers l'Union Saint-Gilloise, milieu central et capitaine de l'équipe (140 matchs, 10 buts et 25 assists), Daan Heymans vers le KRC Genk, milieu offensif (127 matchs, 31 buts et 8 assists) et Stélios Andréou vers Widzew Lodz, défenseur central (126 matchs, 3 buts et 3 assists). Au niveau des arrivées, le club accueille Jakob Napoleon Romsaas, avant-centre venant de Tromsø, Freddy Mbemba, ailier gauche en provenance du FC Versailles, Antoine Colassin, avant-centre venant du Beerschot et Yassine Khalifi, milieu central arrivant du LOSC Lille B.
Le tirage au sort du deuxième tour préliminaire de cette Ligue Conférence est prévu le 18 juin 2025. Les matchs sont programmés le 24 juillet (aller) et le 31 juillet (retour). Charleroi hérite des Suédois de Hammarby. Après un match nul 0-0 en Suède, les Zèbres s'inclinent 1-2 à domicile, concédant un but à la dernière minute des prolongations, et sont donc éliminés d'emblée.
Le seul objectif du club est désormais le championnat, qu’il commence par un déplacement à OHL (match nul 2-2), puis par la réception de Saint-Trond (match nul 1-1). Le 10 août 2025, après près de vingt ans d’absence (depuis le 30 avril 2006), le derby entre le RCSC et la RAAL a de nouveau eu lieu, dans le nouveau stade louviérois, l’Easi Arena. Malheureusement, les Zèbres s'inclinent 1-0, après un but contre leur camp. Après ses trois premiers matchs de championnat, le Sporting Charleroi occupe la 12e place avec 2 points sur 9.

## Identité du club

### Nom du club
| Charleroi Sporting Club 1904 – 1929 | Charleroi Sporting Club 1904 – 1929 | Charleroi Sporting Club 1904 – 1929 | Charleroi Sporting Club 1904 – 1929 | Charleroi Sporting Club 1904 – 1929 | Charleroi Sporting Club 1904 – 1929 |  |  |  |  |  |  |  |  |  |  |  |  | Royal Charleroi Sporting Club 1929 – 2002 | Royal Charleroi Sporting Club 1929 – 2002 | Royal Charleroi Sporting Club 1929 – 2002 | Royal Charleroi Sporting Club 1929 – 2002 | Royal Charleroi Sporting Club 1929 – 2002 | Royal Charleroi Sporting Club 1929 – 2002 |  |  |  |  |  |  |  |  |  |  |  |  | Royal Sporting du Pays de Charleroi 2002 – 2003 | Royal Sporting du Pays de Charleroi 2002 – 2003 | Royal Sporting du Pays de Charleroi 2002 – 2003 | Royal Sporting du Pays de Charleroi 2002 – 2003 | Royal Sporting du Pays de Charleroi 2002 – 2003 | Royal Sporting du Pays de Charleroi 2002 – 2003 |  |  |  |  |  |  |  |  |  |  |  |  | Royal Charleroi Sporting Club depuis 2003 | Royal Charleroi Sporting Club depuis 2003 | Royal Charleroi Sporting Club depuis 2003 | Royal Charleroi Sporting Club depuis 2003 | Royal Charleroi Sporting Club depuis 2003 | Royal Charleroi Sporting Club depuis 2003 |  |  |  |  |  |  |  |  |  |  |  |  |

### Devise
| Devise               |
| -------------------- |
| Mon pays, ma force ! |

## Résultats et statistiques

### Titres et trophées
Palmarès de l'équipe première du Royal Charleroi Sporting Club en compétitions nationales
- Championnat de Belgique
  - Vice-champion (1) - 1969.
- Championnat de Belgique de D2
  - Champion (2) - 1947 et 2012.
  - Vice-champion (1) - 1966 et 1985.
- Championnat de Belgique de D3
  - Champion (2) - 1929 et 1937.
- Coupe de Belgique
  - Finaliste (2) - 1978 et 1993.

### Participation aux championnats nationaux
Statistiques mises à jour le 26 février 2025 (terme de la saison 2024-2025)
| Niv | Divisions     | Jouées | Titres | TM Prom. | TM Maint. |
| --- | ------------- | ------ | ------ | -------- | --------- |
| I   | 1re nationale | 60     | 0      |          |           |
| II  | 2e nationale  | 29     | 2      | 2        |           |
| III | 3e nationale  | 8      | 2      |          |           |
| IV  | 4e nationale  | 0      | 0      |          |           |
| V   | 5e nationale  | 0      | 0      |          |           |
|     |               |        |        |          |           |
|     | TOTAUX        | 97     | 4      | 2        | 0         |

### Records collectifs du club
- Plus large victoire à domicile en Championnat (6 buts d'écart) : 6-0 contre le Royal Crossing Club de Schaerbeek le 14 décembre 1969, 6-0 contre le Royal Antwerp FC le 21 février 1971, 7-1 contre l'Olympic de Charleroi le 11 mai 1975, et 6-0 contre le Lierse le 20 décembre 2014
- Plus large victoire à domicile en Coupe de Belgique (7 buts d'écart) : 8-1 contre le Royal SCUP Jette le 28 août 1976 (lors du 5ème tour)
- Plus large victoire à domicile en Coupe d'Europe (4 buts d'écart) : 5-1 contre le Beitar Jérusalem le 16 juillet 2015 (lors du 2ème tour de l'Europa League)
- Plus large victoire à l'extérieur en Championnat (4 buts d'écart) : 0-4 contre le KRC Genk le 18 décembre 1993, 0-4 contre le Cercle de Bruges le 30 avril 2005, 0-4 contre Zulte Waregem le 26 décembre 2017, 0-4 contre KVRS Waasland- SK Beveren le 31 août 2019, et 0-4 contre le KAS Eupen le 19 décembre 2021
- Plus large victoire à l'extérieur en Coupe de Belgique (3 buts d'écart) : 0-3 contre le KVV Thes Sport le 31 octobre 2023 (lors du 7ème tour)
- Plus large victoire à l'extérieur en Coupe d'Europe (3 buts d'écart) : 1-4 contre le Beitar Jérusalem le 23 juillet 2015 (lors du 2ème tour de l'Europa League)
- Plus large défaite à domicile en Championnat (7 buts d'écart) : 0-7 contre le RSC Anderlecht le 18 décembre 1966
- Plus large défaite à domicile en Coupe de Belgique (5 buts d'écart) : 0-5 contre le RSC Anderlecht le 30 mars 1972 (en quarts de final)
- Plus large défaite à domicile en Coupe d'Europe (2 buts d'écart) : 0-2 contre le Bursaspor le 9 juillet 1995 (lors des poules de l'Intertoto), 2-4 contre Silkeborg IF le 22 juin 1996 (lors des poules de l'Intertoto), et 0-2 contre le Zorya Louhansk le 30 juillet 2015 (lors du 3ème tour de l'Europa League)
- Plus large défaite à l'extérieur en Championnat (8 buts d'écart) : 9-1 contre le KSV Waregem le 25 janvier 1976, et 8-0 contre le Standard de Liège le 22 mars 1986
- Plus large défaite à l'extérieur en Coupe de Belgique (6 buts d'écart) : 6-0 contre le RFC Liège le 24 décembre 1972 (en huitièmes de final)
- Plus large défaite à l'extérieur en Coupe d'Europe (3 buts d'écart) : 3-0 contre le Zorya Louhansk le 6 août 2015 (lors du 3ème tour de l'Europa League)
- Plus grand nombre de buts inscrits à domicile (8 buts) : 8-1 contre le Royal SCUP Jette le 28 août 1976 (lors du 5ème tour de la Coupe de Belgique)
- Plus grand nombre de buts inscrits à l'extérieur (5 buts) : 3-5 contre le RWD Molenbeek le 31 octobre 1987 (lors du 6ème tour de la Coupe)
- Plus grand nombre de buts inscrits en une saison (64 buts) : saison 2011/12
- Plus petit nombre de buts encaissés en une saison (23 buts) : saison 2019/20
- Plus grosse différence de buts en une saison (+30 buts) : saison 2011/12 (avec 64 buts marqués contre 34 encaissés)
- Plus grand nombre de victoires en une saison (23 victoires) : saison 2011/12 (avec 23 victoires en 34 matchs)
- Plus grand nombre de points en une saison (74 pts) : saison 2011/12 (avec 23 victoires, 5 nuls et 6 défaites)
- Plus grand nombre de clean-sheets en une saison (18 clean-sheets) : saison 1968/69 (avec 16 clean-sheets d'Antonio Tosini en 27 matchs et 2 d'André Sumera en 3 matchs)
- Plus grande série de victoires (9 matchs) : du 1 mars 2020 au 27 septembre 2020, lorsque cette série s'arrête sur un match nul (1-1 contre le Royal Excel Mouscron)
- Plus grande série de matchs sans défaite (14 matchs) : du 18 décembre 2011 au 16 avril 2012 (avec 12 victoires et 2 nuls)

Les matchs amicaux ne sont pas pris en compte.

### Records individuels du club
- Joueur le plus capé (426 caps) : Dante Brogno
- Joueur le plus jeune à avoir joué (16 ans, 6 mois et 17 jours) : Grégory Lazitch contre le KAA La Gantoise le 13 décembre 2008
- Joueur le plus vieux à avoir joué (40 ans, 1 mois et 20 jours) : Nicolas Penneteau contre le KAS Eupen le 17 avril 2021
- Joueur le plus jeune à avoir marqué (17 ans, 3 mois et 6 jours) : Alassane Ouédraogo contre le RWD Molenbeek le 13 décembre 1997
- Joueur le plus vieux à avoir marqué (38 ans, 4 mois et 28 jours) : Raymond Mommens contre le Cercle de Bruges le 25 mai 1997
- Joueur qui a le plus marqué pour le club (121 buts) : Dante Brogno
- Joueur qui a le plus marqué en une saison (23 buts) : Didier Beugnies lors de la saison 1984/85
- Joueur avec le plus grand ratio de buts marqués par match (0,56 buts/match) : Victor Osimhen (avec 20 buts en 36 apparitions)
- Joueur avec le plus grand ratio de buts marqués par minute (127'/but) : Jérémy Perbet (avec 40 buts en 90 apparitions)

## Structures du club

### Stades

#### Stade du Pays de Charleroi
- 1904 - 1923 : variable
- 1923 - 1939 : rue du Spinois

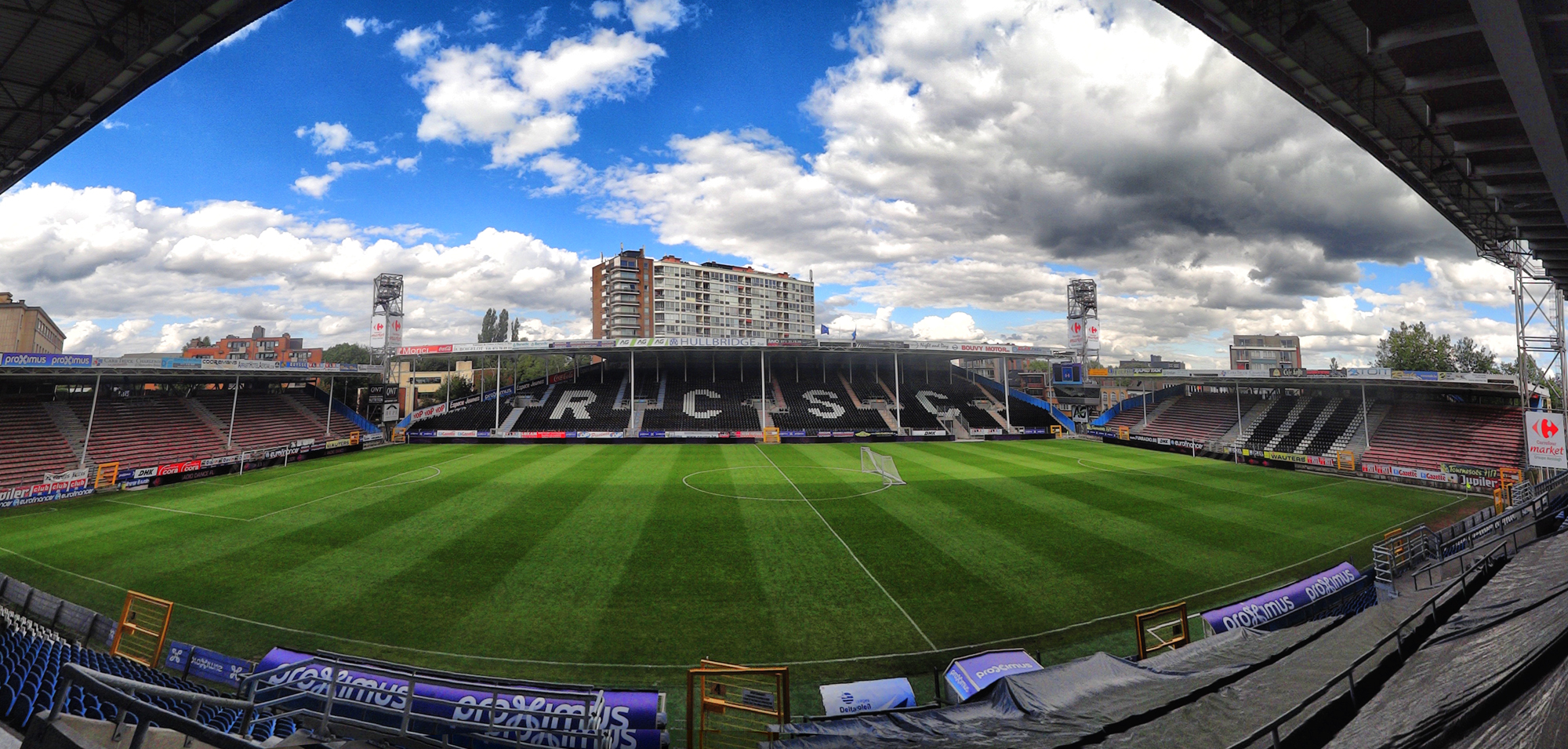
Intérieur du Mambourg.

- 1939 - 2000: boulevard Zoé Drion, stade du Mambourg (distant de quelques centaines de mètres de la rue du Spinois)
- 2000 - ... boulevard Zoé Drion, stade du Pays de Charleroi (même stade rénové)[10]

#### Zebrarena
Le club prévoit de construire un nouveau stade d'une capacité de 20 000 personnes d'ici 2027. Il sera situé à Marchienne-au-pont, sur base d'un projet architectural dû à Cyril Rousseaux et à son atelier d'architecture Carré 7.
La particularité de cette nouvelle enceinte sera sa multifonctionnalité. En plus, d'accueillir les futures rencontres de football de l'équipe première, elle organisera également une quarantaine d'événements par an (spectacles, concerts, etc.).
Le budget du projet tournera autour de 60 millions d'euros et sera financé entièrement sur fonds propres.

## Personnalités du club

### Présidents
Au cours de son histoire, le club a été dirigé par seize présidents connus différents,.
| Rang | Nom               | Période   |
| ---- | ----------------- | --------- |
| 1    | Louis Bernus      | 1904-1906 |
| 2    | Henri Hens        | 1906-1908 |
| 3    | Marcel Degueldre  | 1908-1910 |
| 4    | Firmin Bridoux    | 1910-1925 |
| 5    | Edouard Falony    | 1925-1944 |
| 6    | Jean Everard      | 1944-1947 |
| 7    | Louis Close       | 1947-1951 |
| 8    | Alfred Brichard   | 1951-1957 |
| 9    | Louis Close       | 1957-1958 |
| 10   | Hector Malvaux    | 1958-1969 |
| 11   | André Kolp        | 1969-1974 |
| 12   | Pierre Burlet     | 1974-1978 |
| 13   | Philippe Cuvelier | 1978-1982 |
| 14   | Jean-Pol Spaute   | 1982-1999 |
| 15   | Abbas Bayat       | 1999-2012 |
| 16   | Fabien Debecq     | 2012-     |

### Entraîneurs
| Nom                           | Période   |
| ----------------------------- | --------- |
| Jean Cornilli                 | 1952-1959 |
| Ernst Melchior                | 1959-1963 |
| Léopold Anoul                 | 1965-1968 |
| Jiří Sobotka                  | 1968-1969 |
| Lukas Aurednik                | 1969-1971 |
| Léopold Anoul (2)             | 1974-1975 |
| Jean-Paul Colonval            | 1975-1976 |
| Félix Week                    | 1976-1978 |
| Jean-Baptiste Piccinin        | 1978-1979 |
| M. Delire et J-B Piccinin (2) | 1979-1982 |
| Jean-Baptiste Piccinin (3)    | 1982-1983 |
| Eric Vanlessen                | 1983-1984 |
| André Colasse                 | 1984-1987 |
| Aimé Anthuenis                | 1987-1988 |
| Eric Vanlessen (2)            | 1988-1990 |
| Georges Heylens               | 1990-1991 |
| Raymond Mertens               | 1991      |
| Luka Peruzović                | 1991-1992 |
| Robert Waseige                | 1992-1994 |
| Georges Leekens               | 1994-1995 |

| Nom                       | Période   |
| ------------------------- | --------- |
| Luka Peruzović (2)        | 1995-1997 |
| Robert Waseige (2)        | 1997-1999 |
| Luka Peruzović (3)        | 1999      |
| Raymond Mommens           | 1999-2000 |
| Manu Ferrera              | 2000      |
| Enzo Scifo                | 2000-2002 |
| Étienne Delangre          | 2002      |
| Dante Brogno              | 2002-2003 |
| Robert Waseige (3)        | 2003-2004 |
| Jacky Mathijssen          | 2004-2007 |
| Philippe Vande Walle      | 2007      |
| Thierry Siquet            | 2007-2008 |
| John Collins              | 2008-2009 |
| Stéphane Demol            | 2009      |
| Mario Notaro              | 2009      |
| Tommy Craig               | 2009-2010 |
| M. Notaro (2) et T. Balog | 2010      |
| Jacky Mathijssen (2)      | 2010      |
| Csaba László              | 2010-2011 |
| Tibor Balog (2)           | 2011      |

| Nom                | Période   |
| ------------------ | --------- |
| Zoltan Kovács      | 2011      |
| Luka Peruzović (4) | 2011      |
| Jos Daerden        | 2011      |
| Tibor Balog (3)    | 2011-2012 |
| Mario Notaro (3)   | 2012      |
| Dennis Van Wijk    | 2012      |
| Yannick Ferrera    | 2012-2013 |
| Luka Peruzović (5) | 2013      |
| Mario Notaro (4)   | 2013      |
| Felice Mazzù       | 2013-2019 |
| Karim Belhocine    | 2019-2021 |
| Edward Still       | 2021-2022 |
| Frank Defays       | 2022      |
| Felice Mazzù (2)   | 2022-2024 |
| Rik De Mil         | 2024-     |

### Anciens joueurs
voir la liste des joueurs du Sporting Charleroi.

## Soutien et image

### Groupes de supporteurs

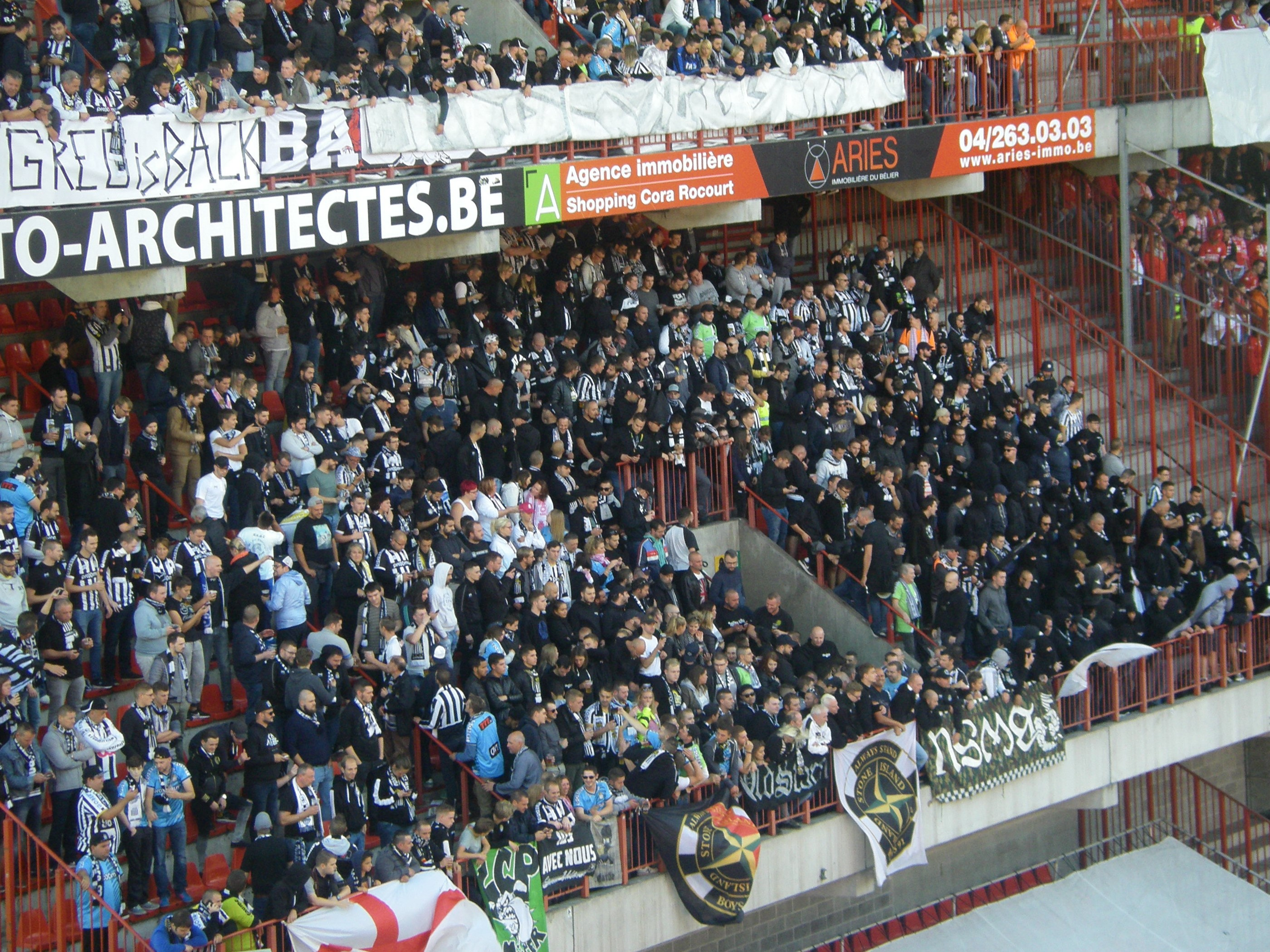
Supporters de Charleroi lors du derby wallon, le 10 septembre 2017.

L'Amicale des supporters regroupe l'ensemble des clubs de supporters officiels du RCSC. Elle est représentée par Xavier De Vleeschauwer
| - Allez les Zèbres - Brigade acharnée Charleroi (B.A.C) - Black and White Storm Ultras - Copains Zébrés - Les Fans Carolos - Gate 22 - Génération 90 | - Indépendant Carolo (IC04) - Kop 09 - La Taverne Zébrée - Le Peuple Zébré - Les Gueules Noires - Les Zèbres du Gros Fayt - Marmots Zébrés |  | - S.R. Les Amis du Sporting - Wallon's Girls - Zebra Fanatics Carolo (ZFC13) - Zèbres de Saint-Roch - Zébras - Black Ground Charleroi |  |

### Rivalités
Depuis les années 1940 jusqu'aux années 1970, le derby carolorégien contre l'Olympic de Charleroi était le double affrontement de la saison à gagner quand les Zèbres et les Dogues officiaient dans la même division (division 1 ou 2). L'Olympic de Charleroi a connu pour la première fois la division 1 en 1937, soit dix ans avant le Sporting, mais l'a quittée en 1975.
Le derby wallon (ou choc wallon pour les puristes puisqu'il oppose le Standard de Liège au Sporting de Charleroi SC et que les deux villes sont situées à une centaine de kilomètres l'une de l'autre), est une rencontre dont l'intensité n'a fait que croître ces dernières années en raison de la baisse du nombre de clubs wallons en première division. Il s'agit à présent d'une rivalité où le but est d’être temporairement le numéro 1 en Wallonie. Plusieurs incidents ont émaillé ces rencontres.

### Note
1. ↑  Le club a été renommé suite à son rachat par le groupe Chaudfontaine dirigé par Abbas Bayat. Cependant, cette dénomination a été abandonnée en 2003.
2. ↑  Le club retrouve son nom historique même si l'appellation de Sporting de Charleroi ou tout simplement de Sporting reste couramment utilisé.